# Intensieve landbouw

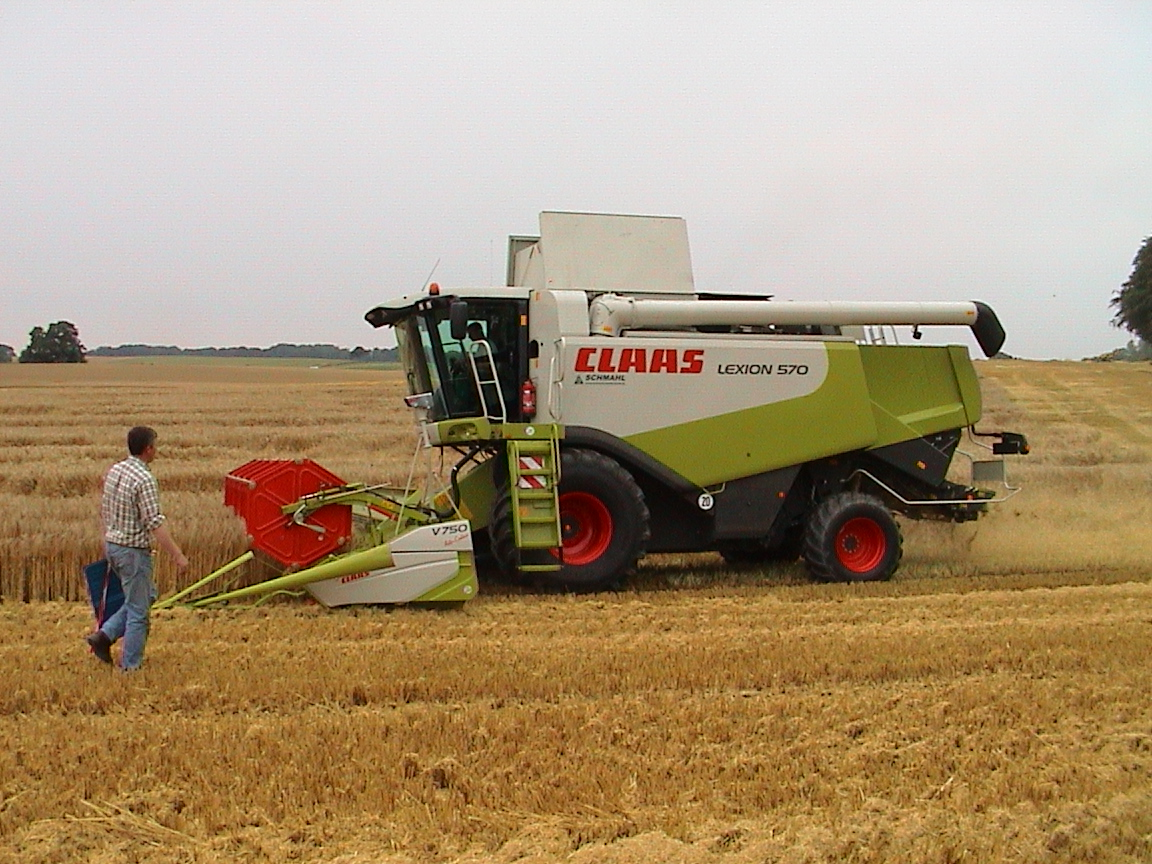
Oogsten van tarwe met een maaidorser

De intensieve landbouw is een landbouwproductiesysteem dat gekenschetst wordt door veel inzet van productiemiddelen met het doel de productie te optimaliseren. In dit systeem wordt veel arbeid verricht door landbouwmachines. Door de landbouwproductiviteitswinsten daalde de landbouwbevolking sterk, meestal in ontwikkelde landen. Het tegenovergestelde van intensieve landbouw is extensieve landbouw.
De intensieve landbouw baseert zich op het gebruik van kunstmest en chemische bestrijdingsmiddelen: herbiciden, fungiciden en insecticiden.
De intensivering van landbouw van de jaren 60 tot aan de jaren 80 wordt de groene revolutie genoemd. Die maakte het mogelijk de productiviteit sterk te verhogen en was daardoor essentieel voor het verzekeren van een voldoende voedselaanbod ten behoeve van de groeiende wereldbevolking. Ontwikkelingslanden als China, Indonesië en India zijn toen zelfvoorzienend geworden.
De intensieve landbouw gaat regelmatig ten koste van het milieu en de diervriendelijkheid, waardoor groepen producenten en consumenten deze productiemethode verwerpen.